# Comuna Ivanivka, Babanka
Ivanivka (în ucraineană Іванівка) este o comună în raionul Babanka, regiunea Cerkasî, Ucraina, formată din satele Iarovatka și Ivanivka (reședința).

## Demografie
Componența lingvistică a comunei Ivanivka
     Ucraineană (98,04%)
     Rusă (1,26%)
     Alte limbi (0,56%)
Conform recensământului din 2001, majoritatea populației comunei Ivanivka era vorbitoare de ucraineană (98,04%), existând în minoritate și vorbitori de rusă (1,26%).